# Agromyza obesa
Agromyza obesa este o specie de muște din genul Agromyza, familia Agromyzidae, descrisă de Malloch în anul 1914.
Este endemică în Taiwan. Conform Catalogue of Life specia Agromyza obesa nu are subspecii cunoscute.